# Karel Gerrit Willem van Wassenaer

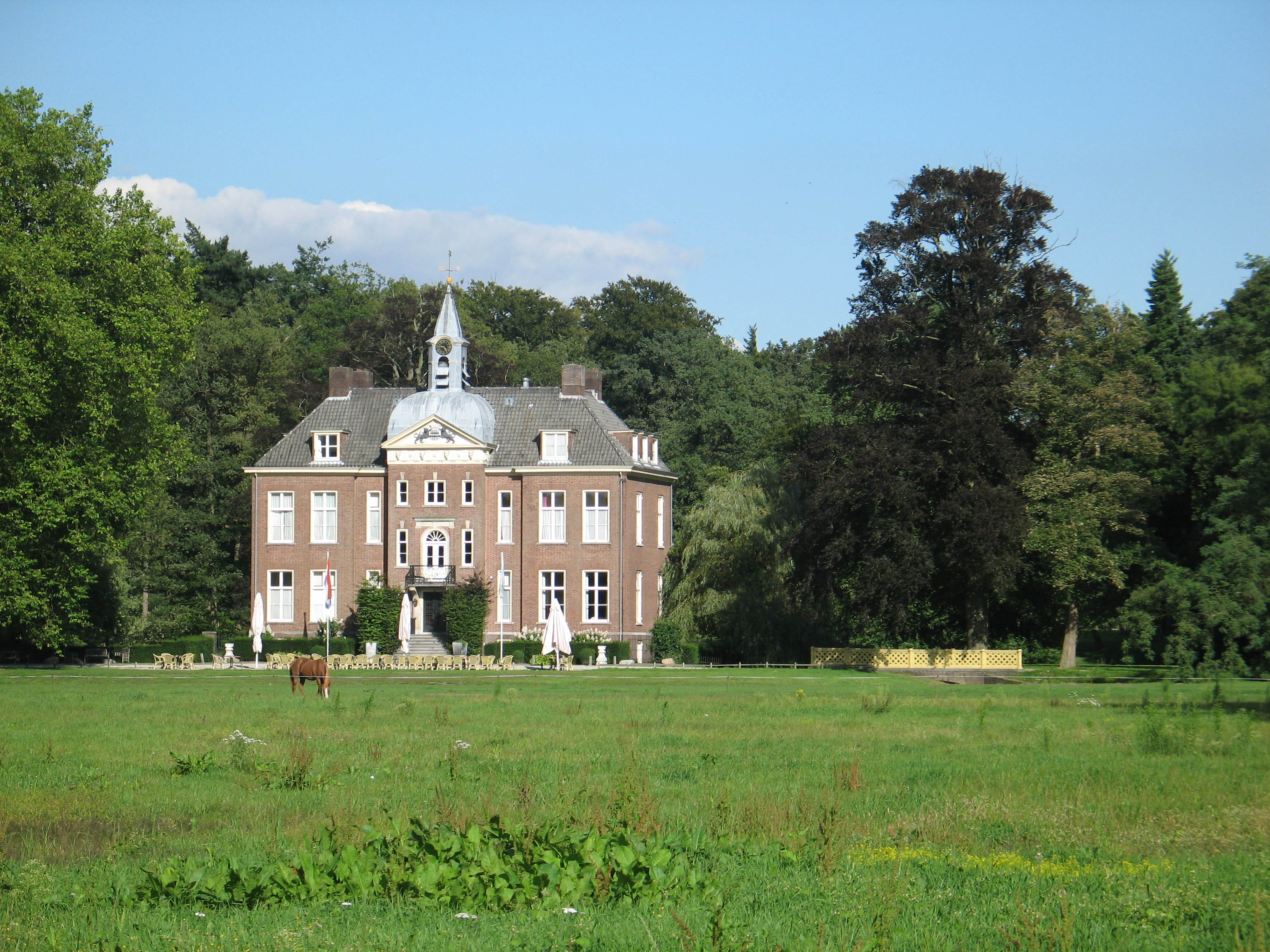
Hoekelom

Karel Gerrit Willem baron van Wassenaer, heer van Hoekelom (Bennekom, kasteel Hoekelom, 13 september 1864 − Driebergen, 6 juli 1946) was een Nederlands burgemeester.

## Biografie
Van Wassenaer werd geboren als telg uit het oud-adellijke geslacht Van Wassenaer en een zoon van Walraven Elias Johan baron van Wassenaer, heer van Hoekelom (1827-1905), lid Provinciale Staten van Gelderland, en Carolina Adriana Albertina Jacoba barones van Balveren (1824-1912), telg uit het geslacht Van Balveren. Hij werd geboren op kasteel Hoekelom en was heer van Hoekelom; dit adellijk huis was door huwelijk in 1819 in het geslacht Van Wassenaer gekomen, via de Van Balverens, en zou door zijn erfgenamen worden verkocht. In 1909 trouwde hij met Machtella barones van Lijnden (1880-1943), tekenares en schilderes, en telg uit het geslacht Van Lynden, met wie hij drie kinderen kreeg.
In de jaren 1892 en 1893 was Van Wassenaer heemraad van het polderdistrict Wageningen en Bennekom, tot zijn ontslag op eigen verzoek. Vanaf 1893 was hij burgemeester en secretaris van Nederhemert, hetgeen hij tot 1903 zou blijven. Daarna was hij van 1929 tot 1933 gemeenteraadslid te Ede; enkele malen stond hij op de kieslijst voor Provinciale Staten. In Bennekom was hij voorzitter van de Christelijk-Historische kiesvereniging en president-kerkvoogd van de Nederlands-Hervormde kerk. Hij was ook bestuursvoorzitter van het Johanniterziekenhuis aldaar, en ontving in die hoedanigheid in 1939 prins Bernhard der Nederlanden die het bezocht ter gelegenheid van de ridderdag van de Johanniters en het in 1918 had geopend.
Het echtpaar Van Wassenaer bewoonde tot het overlijden van zijn ouders Huis Noordereng, daarna het kasteel dat omgeven werd door tientallen hactaren land en bos waardoor Van Wassenaer zich interesseerde voor land- en bosbouw; in 1914 ging hiervan circa 60 ha door brandstichting verloren.
Van 1939 tot 1946 was Van Wassenaer landcommandeur van de Ridderlijke Duitsche Orde, Balije van Utrecht, als opvolger van zijn volle neef mr. Otto Jacob Eifelanus baron van Wassenaer van Catwijck (1856-1939).